# Borsod-Abaúj-Zemplén vármegye turisztikai látnivalóinak listája

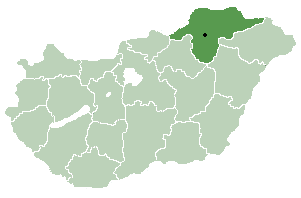
Borsod-Abaúj-Zemplén vármegye

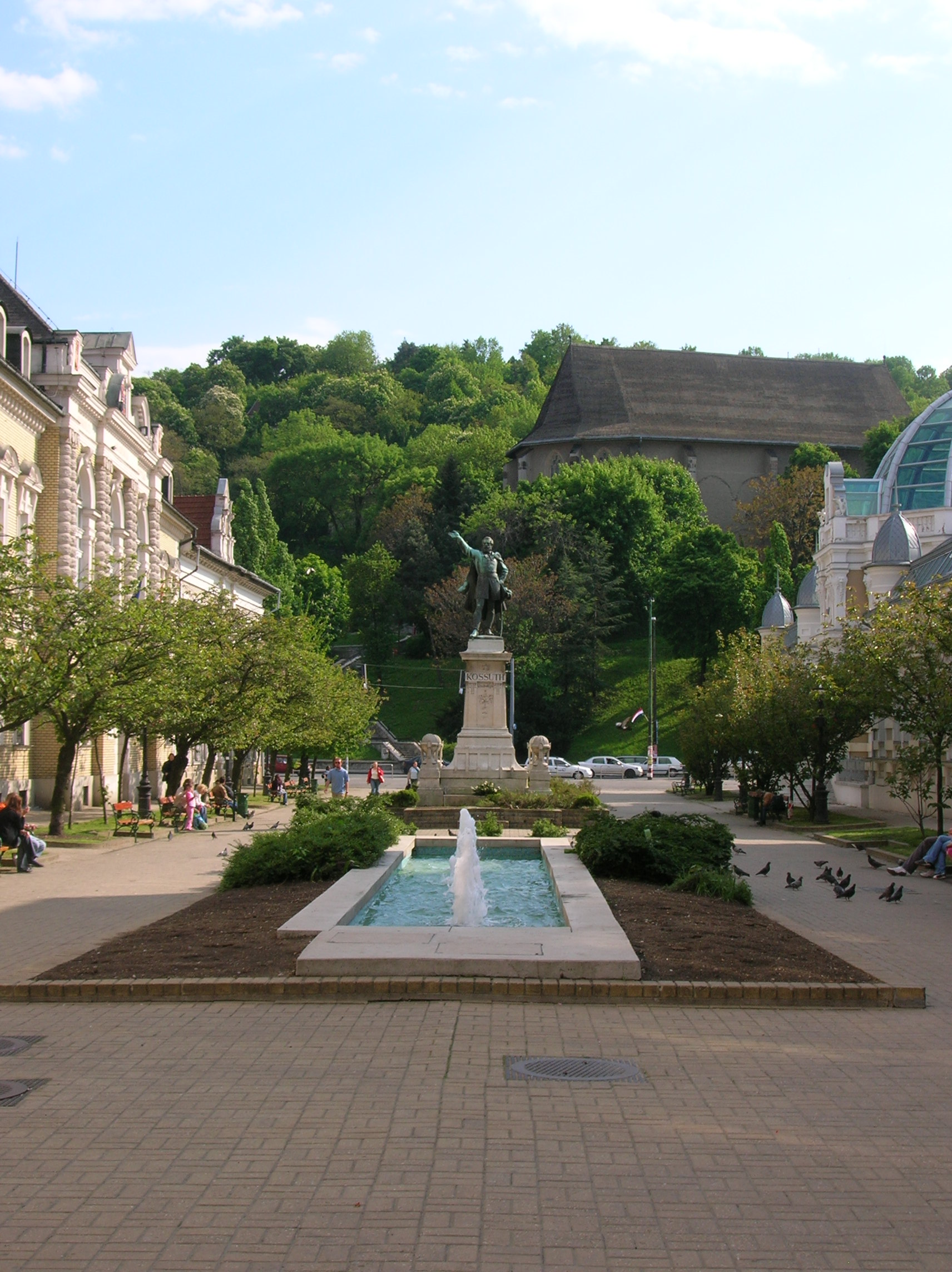
Miskolc belvárosa: az Erzsébet tér, háttérben az Avasi templommal

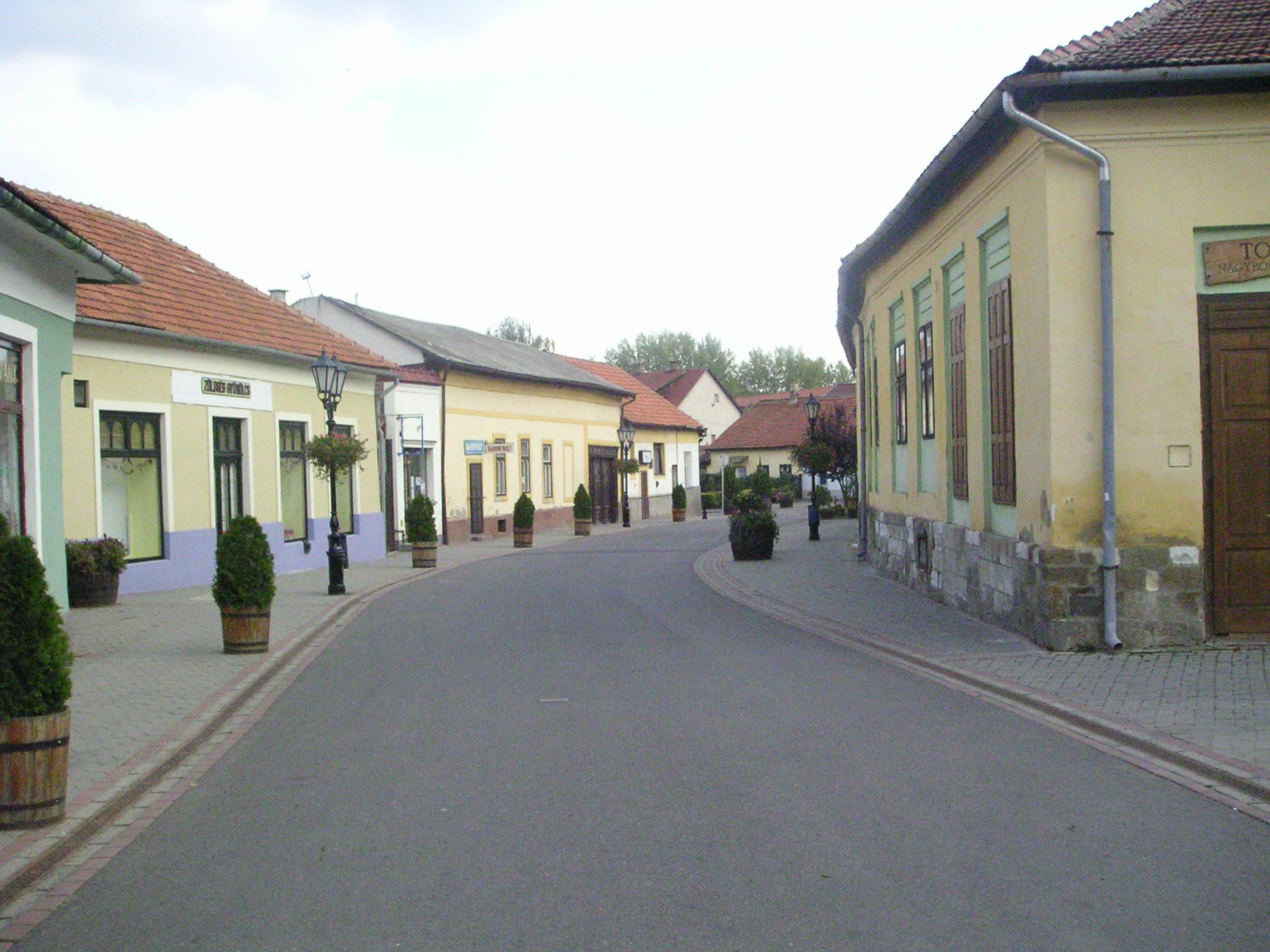
Tokaji utcakép

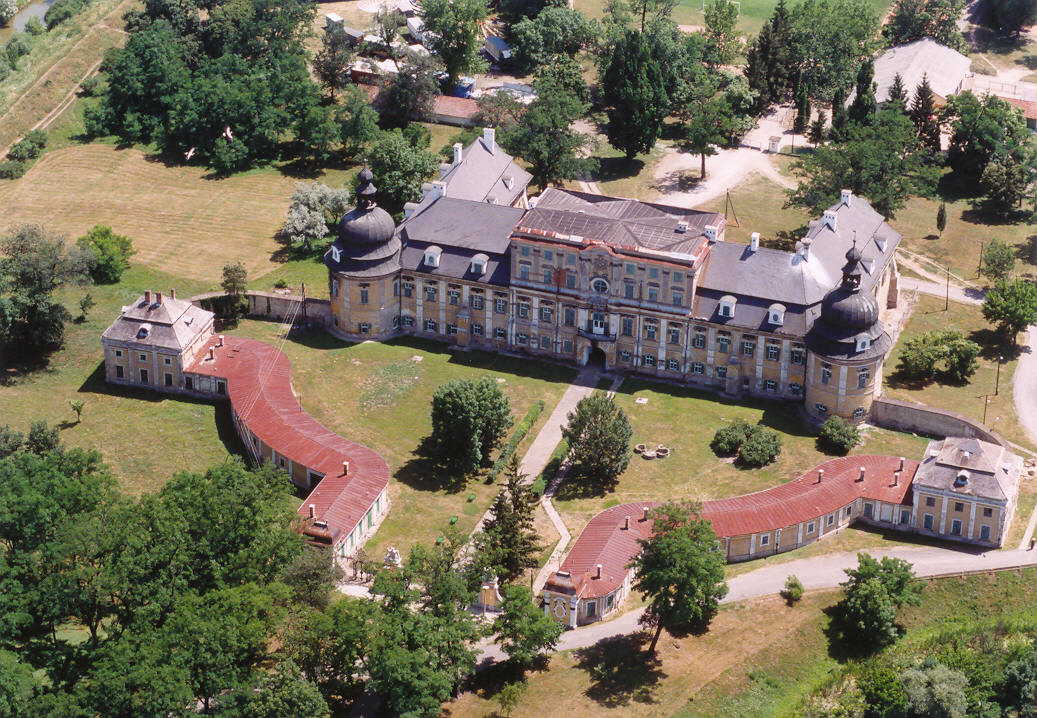
Edelény: L'Huillier-Coburg-kastély

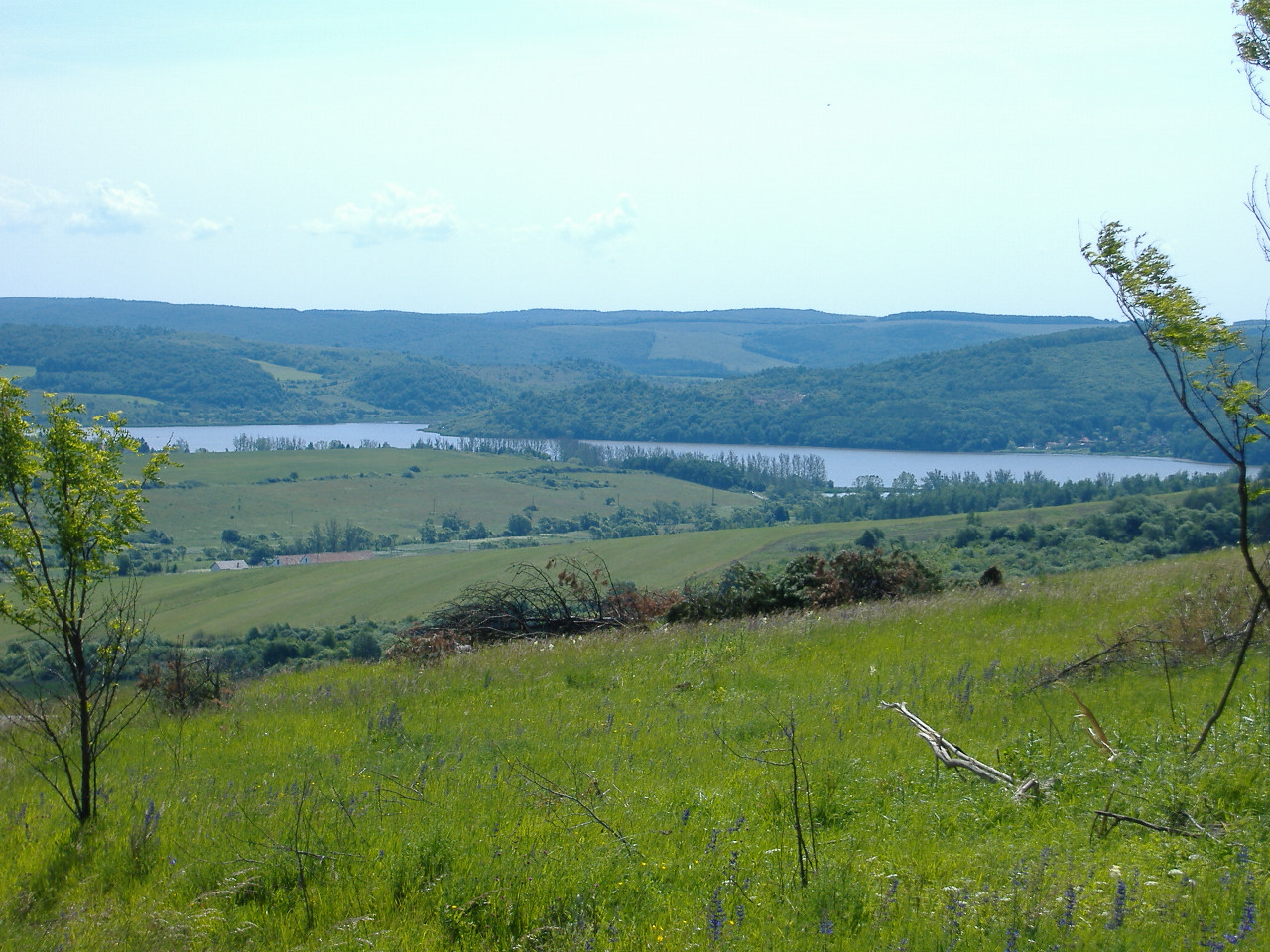
A rakacai víztározó

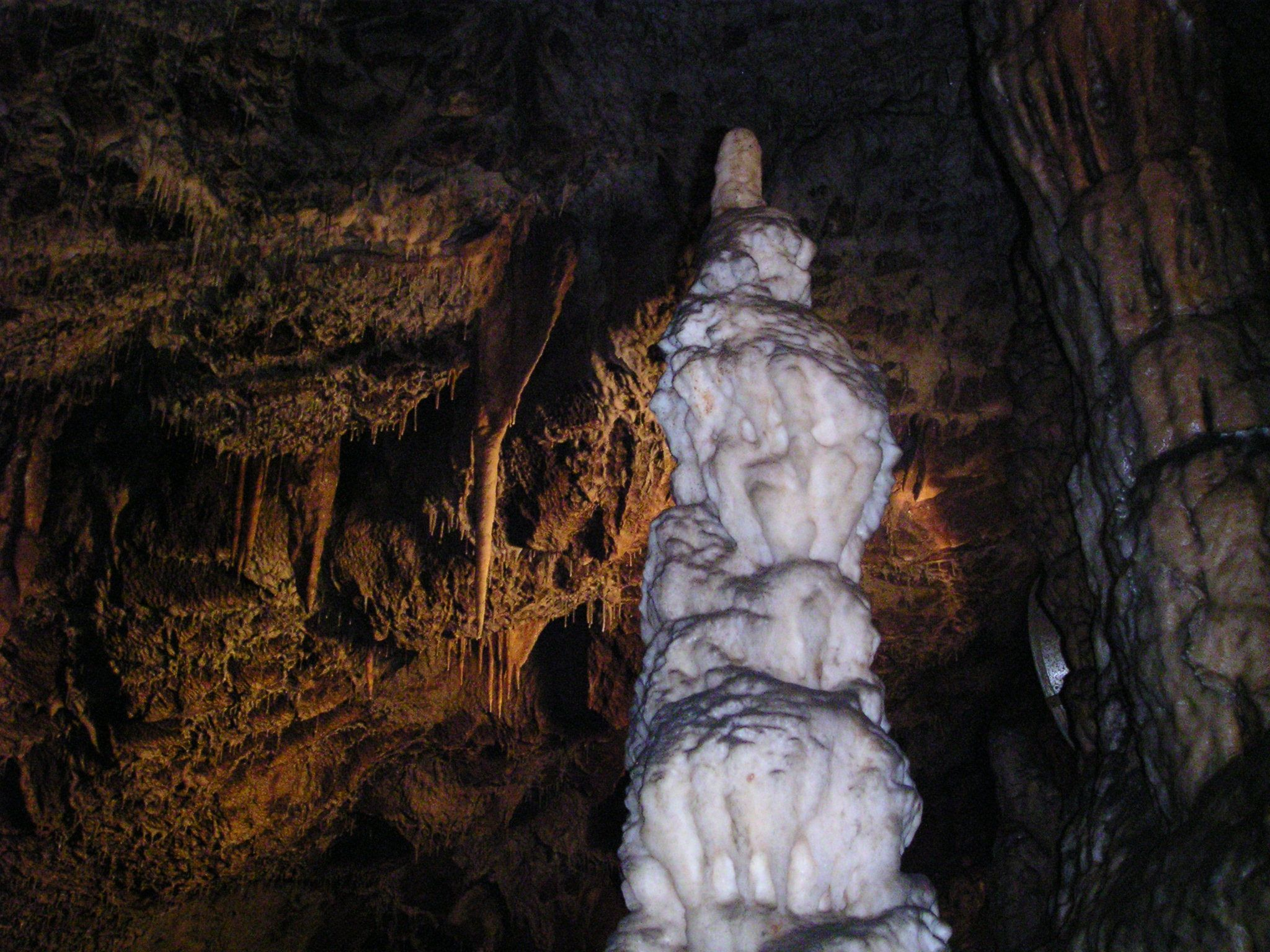
Hatalmas cseppkő a Baradla-barlangban (Aggteleki Nemzeti Park)

Ez a lista Borsod-Abaúj-Zemplén vármegye ismert turisztikai látnivalóit tartalmazza (műemlékek, természeti értékek, programok).
Lásd még: 
- Borsod-Abaúj-Zemplén vármegyei múzeumok listája
- Borsod-Abaúj-Zemplén vármegyei kulturális programok listája

## Miskolc
- Avasi templom (gótikus)
- Ortodox templom (Közép-Európa legnagyobb ikonosztáza)
- Deszkatemplom
- Miskolci Nemzeti Színház
- Népkert
- Avasi kilátó
- Diósgyőri vár
- Lillafüred
  - Anna-barlang, Szeleta-barlang, Szent István-barlang
  - Lillafüredi Palotaszálló
  - Lillafüredi Állami Erdei Vasút
- Miskolctapolca (park)
- Miskolc Városi Vadaspark
- Virtuális séta Miskolc történelmi pincesorain

## Sárospatak
- Rákóczi-vár
- Szent Erzsébet-bazilika (Vártemplom)
- Református kollégium

## Sátoraljaújhely
- Zemplén Kalandpark
- Kazinczy Ferenc Múzeum
- Kazinczy Ferenc Emlékcsarnok (Mauzóleum) és sírkert
- Sétálóutca (Kossuth Lajos tér)
- Zenélő szökőkút (a Hősök tere mellett)
- Városháza (Kossuth Lajos tér)
- Kelet-Közép Európa leghosszabb bobpályája
- Törvényszéki palota és fogház (jelenleg: Sátoraljaújhelyi Fegyház és Börtön)
- Magas-hegyi libegő – Magyarország leghosszabb libegője
- Magyar Kálvária emlékmű
- A Magyar Nyelv Múzeuma

## Tokaj
- Régi városközpont gólyafészkes házakkal
- Pincesor
- Zsinagóga és zsidó temető

## Más települések
- Aggtelek – Baradla-barlang
- Bodrogkeresztúr – Bodrogzug, zsidó temető a csodarabbi sírjával
- Boldogkőváralja – Boldogkői vár
- Bodrogolaszi – Katolikus templom (román stílusú)
- Boldva – Református templom
- Cigánd - Bodrogközi Múzeumporta
- Dédestapolcsány
  - Dédesi várrom
  - Lázbérci-víztározó
- Edelény – L'Huillier-Coburg-kastély
- Fáj – Fáy-kastély
- Füzér – Füzéri vár
- Füzérradvány – Károlyi-kastély
- Gönc
  - Pálos kolostorrom
  - Amadé-vár romjai
- Jósvafő
  - Baradla-barlang
  - Hucul ménes
  - Vass Imre-barlang
  - Kossuth-barlang
- Karcsa – Református templom
- Karos - honfoglalás kori temető emlékműve
- Kelemér – Mohos-tavak
- Kisrozvágy - honfoglalás kori skanzen
- Mád – Mádi zsinagóga és régi zsidó temető
- Meszes – Rakaca-víztározó
- Mezőkövesd – katolikus templom
- Monok – Kossuth Lajos szülőháza
- Muhi – a Muhi csata emlékműve
- Olaszliszka – Zsidó temető
- Ózd – Szentsimoni katolikus templom
- Pácin – Mágóchy-kastély
- Regéc – Regéci várrom
- Répáshuta – Balla-barlang, Rejteki tanösvények
- Sajószentpéter – református templom
- Sátoraljaújhely – Piarista templom és kolostor, Ungvári-pincekert, zsidó temető
- Szalonna – Árpád-kori templom falképekkel
- Szendrő
  - Vár
  - Református templom
- Szerencs – Szerencsi vár
- Szomolya
  - Kaptárkövek
  - Szomolyai barlanglakások
- Szögliget – Szádvár vármaradvány, Derenk falu romjai
- Taktabáj – Patay-kastély
- Tarcal – Tarcali kastély, Kengyel-tó
- Tállya – Mailloth-kastély, Főnix-szobor (Európa mértani közepe)
- Tornaszentandrás – Esztramos-hegy, Rákóczi 1. sz. barlang
- Vilyvitány – Kálváriadomb, református templom, Ősrög Tanösvény
- Vizsoly – Református templom (gótikus)

## Településen kívüli látnivalók
- Aggteleki Nemzeti Park (részben itt húzódik a világörökség részét képező Baradla–Domica-barlangrendszer)
- Nagy-Milic Natúrpark
- Rakaca-víztározó
- Tokaji borvidék – Kulturális világörökségi helyszín!

## Képgaléria

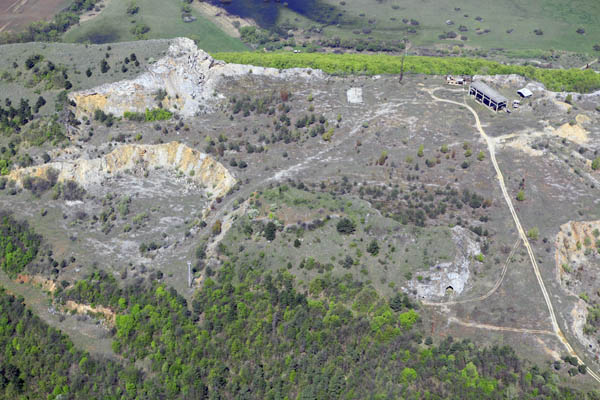
Esztramos-hegy légifotó
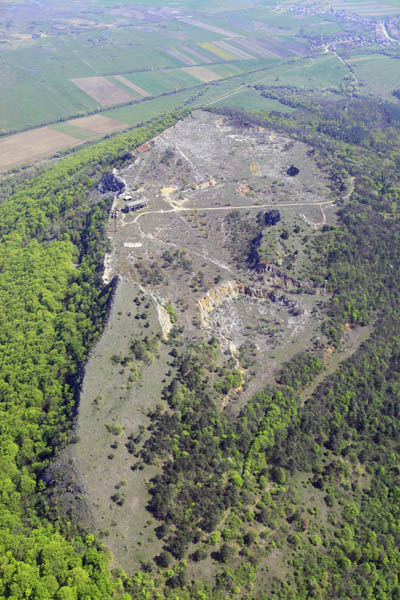
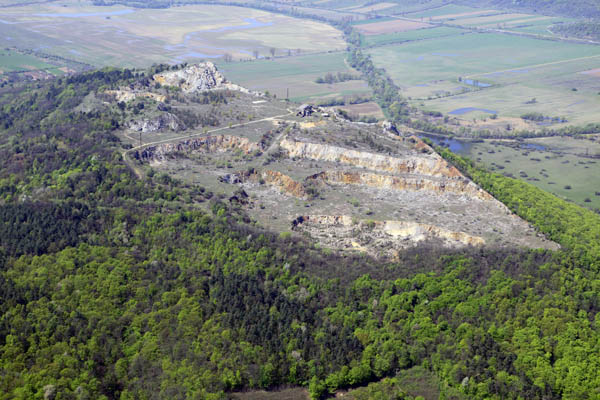
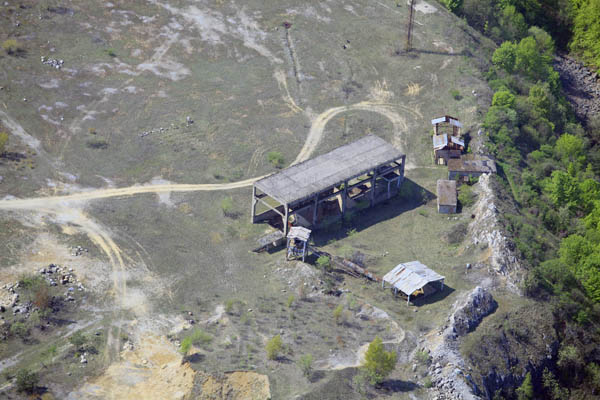